# 斯特凡二世 (巴伐利亞)
斯特凡二世（德語：Stephan II.，1319年—1375年5月13日），巴伐利亞公爵，神聖羅馬皇帝路易四世與第一任妻子西里西亞的碧翠絲所生的次子。巴伐利亞公爵路易五世的同母弟。
在路易四世統治期間，斯特凡擔任士瓦本和亞爾薩斯的信使。路易四世獲得勃蘭登堡侯國、蒂羅爾伯國、荷蘭伯國和埃諾伯國為他的領地，但他還於1329年為維特爾斯巴赫家族的普法爾系放棄上普法茲。當他的父親路易四世於1347年去世時，斯特凡二世與他的五位兄弟一起繼承巴伐利亞公爵、荷蘭伯爵、澤蘭伯爵和埃諾伯爵等爵位。1349年9月12日，巴伐利亞在低地國家的維特爾斯巴赫家族財產被分割：路易五世和路易六世（羅馬人）和奧托五世分得上巴伐利亞；斯特凡二世則與威廉一世和阿爾布雷希特一世分得下巴伐利亞及巴伐利亞-施特勞賓（荷蘭伯國和埃諾伯國）。本來斯特凡二世從1349年到1353年與他的兄弟威廉一世和阿爾伯特一世一起統治荷蘭和下巴伐利亞蘭茨胡特等地，但自1353年以來他僅在下巴伐利亞蘭茨胡特統治。
在維特爾斯巴赫家族最終與新任神聖羅馬皇帝查理四世暫時和解及確認維特爾斯巴赫家族的領地擁有權後，斯特凡二世於1354年加入查理四世遠征意大利大軍中。但由於1356年金璽詔書中僅是維特爾斯巴赫家族的普法爾茨分支和他的弟弟勃蘭登堡藩侯路易二世被賦予選侯的身份，因此不久又引起新的衝突。1362年，斯特凡二世是皇帝路易四世的最後一個兒子被取消絕罰。
當他兄長勃蘭登堡人路易五世的兒子邁因哈德於1363年去世時，斯特凡二世在立即繼承上巴伐利亞並入侵蒂羅爾伯國。斯特凡二世為了加強自己實力與奧地利公爵魯道夫四世，他與貝爾納波·維斯孔蒂結成同盟。最終於1369年當瑪格麗特·莫加許逝世後，斯特凡二世與哈布斯堡王朝簽訂謝爾丁和約放棄蒂羅爾伯國以換取巨額經濟賠償。
斯特凡二世與弟弟路易六世在邁因哈德的巴伐利亞遺產繼承權上衝突，最終也導致維特爾斯巴赫王朝失去了勃蘭登堡侯國，因為路易六世隨後將皇帝查理四世任命為他的繼承人。但是，斯特凡二世在1373年回到巴伐利亞後，接受最後一位維特爾斯巴赫家族勃蘭登堡藩侯幼弟奧托作為名義上的攝政。由於勃蘭登堡侯國的損失，巴伐利亞公爵又一次獲得經濟補償。斯特凡二世的領地由他的三名兒子繼承。
斯特凡二世被安葬在慕尼黑聖母主教座堂。

## 家庭
1328年，斯特凡與西西里國王費德里科二世的女兒伊莎貝拉結婚，兩人共有三個兒子：
1. 斯特凡（1337年—1413年），巴伐利亞公爵，開創巴伐利亞-因戈爾施塔特公國
2. 弗里德里希（1339年—1393年），巴伐利亞公爵，開創巴伐利亞-蘭茨胡特公國
3. 約翰（1341年—1397年），巴伐利亞公爵，開創巴伐利亞-慕尼黑公國

## 外部連結
- （德語） Map of the Holy Roman Empire in 1347 （页面存档备份，存于）

| 斯特凡二世 (巴伐利亞) 維特爾斯巴赫王朝出生于：1319年逝世於：1375年5月13日 | 斯特凡二世 (巴伐利亞) 維特爾斯巴赫王朝出生于：1319年逝世於：1375年5月13日                      | 斯特凡二世 (巴伐利亞) 維特爾斯巴赫王朝出生于：1319年逝世於：1375年5月13日 |
| 統治者頭銜                                                                | 統治者頭銜                                                                                     | 統治者頭銜                                                                |
| ------------------------------------------------------------------------- | ---------------------------------------------------------------------------------------------- | ------------------------------------------------------------------------- |
| 前任者： 路易四世                                                         | 巴伐利亞公爵 1347年–1349年 與路易五世、路易六世、 威廉一世、阿爾布雷希特一世及奧托五世同時在任 | 巴伐利亞分裂為 上巴伐利亞 及下巴伐利亞                                    |
| 從巴伐利亞分裂                                                            | 下巴伐利亞公爵 1349年–1353年 與威廉一世和阿爾布雷希特一世同時在任                              | 巴伐利亞分裂為 下巴伐利亞 和巴伐利亞-施特勞賓                             |
| 從下巴伐利亞開創                                                          | 巴伐利亞-蘭茨胡特公爵 1353年–1375年                                                            | 繼任者： 斯特凡三世、弗里德里希 及 約翰二世                               |
| 前任者： 邁因哈德                                                         | 上巴伐利亞公爵 1363年                                                                          | 與巴伐利亞-蘭茨胡特合併                                                   |